# Czesław Oberdak
Czesław Oberdak (ur. 20 lipca 1921 w Krakowie, zm. 8 marca 1945 w Woeste Hoeve koło Apeldoorn, Holandia) – podporucznik pilot Polskich Sił Powietrznych w Wielkiej Brytanii.

## Życiorys
Czesław Oberdak urodził się jako drugie dziecko Porfiriusza Oberdaka (ur. 24 marca 1878) i Stefanii z domu Klinger (ur. 26 grudnia 1888). Jego ojciec walczył podczas pierwszej wojny światowej na terenie Galicji jako oficer armii austro-węgierskiej. Ożenił się w czasie wojny. W roku 1917 urodziła się córka Ludmiła, w roku  1921 syn Czesław a w roku 1923 syn Roman.
Roman od młodości interesował się lotnictwem. Po maturze w maju 1939 uzyskał uprawnienia pilota szybowcowego. 15 sierpnia 1939 rozpoczął szkolenie pilota w lotnictwie wojskowym. Po wybuchu drugiej wojny światowej przedostał się przez Rumunię, Jugosławię, Włochy i Francję do Wielkiej Brytanii, gdzie zameldował się w czerwcu 1940 do służby w Royal Air Force, gdzie został przeszkolony na pilota.
W grudniu 1943 rozpoczął służbę w dywizjonie 306 „Toruńskim”. Do 30 maja 1944 odbył 26 lotów bojowych. Ostatni lot odbył w osłonie eskadry bombowców amerykańskich, lecących by zbombardować oddział zakładów Junkersa w Halberstadt. Jego samolot, jednosilnikowy myśliwiec North American P-51 Mustang został uszkodzony i musiał lądować na terenie okupowanej Holandii w Dalmsholte koło Ommen.
Po lądowaniu podpalił samolot. Przypadkowy świadek wydarzenia skontaktował go z bojownikiem holenderskiego ruchu oporu Janem Seigersem, który ukrywał go, aż sam został schwytany przez Niemców 29 czerwca 1944. Potem ukrywał się w ośmiu kryjówkach. Przemieszczał się często na rowerze. W grudniu 1944 trafił do Amsterdamu, gdzie ukrywał się wraz z piętnastoma osobami, wśród nich z Amerykaninem Franklinem D. Coslettem. Następnego dnia mieli obydwaj pojechać na skradzionych gestapowcom rowerach do Apeldoorn w pobliże już wyzwolonej części Holandii.
Wraz z czterema osobami ukrywał się w leśnej ziemiance koło Hoenderloo. 24 grudnia 1944 niemiecki samochód zatrzymał się wskutek defektu ogumienia w pobliżu kryjówki. Niemcy zauważyli unoszący się dym i ujęli ukrywających się. Oberdak i Coslett zostali oskarżeni przez Sicherheitsdienst o „terroryzm” i „sabotaż” i skazani na karę śmierci. Zostali uwięzieni w więzieniu w Doetinchem. 8 marca 1945 Oberdak został rozstrzelany w odwecie za zamach na wysokiego oficera SS. Łącznie rozstrzelano wtedy 263 więźniów. Ofiary egzekucji pochowano w masowym grobie koło Ugchelen. Coslett przeżył niewolę i został 12 kwietnia 1945 uwolniony z obozu w Westerbork.
Po wyzwoleniu Holandii odkopano i zidentyfikowano ofiary zbrodni, nie udało się jedynie zidentyfikować dwóch ofiar. W roku 1990 starsza siostra Czesława Oberdaka, Ludmiła Kaczmarska, zwróciła się do zajmującej się grobami wojennymi Oorlogsgravenstichting z prośbą o pomoc w odnalezieniu ciała jej brata. W książce Księga lotników polskich poległych, zmarłych i zaginionych 1939-1946 Olgierda Cumfta i Huberta Kazimierza Kujawy znalazła informację o awaryjnym lądowaniu jej brata w pobliżu Zwolle. Richard Schuurman, dziennikarz Courant rozpoczął poszukiwania szczątków Czesława Oberdaka i dowiedział się, że został pochowany jako „nieznany Holender” w roku 1982 na cmentarzu Nationaal Ereveld Loenen w grobie E1253.
W listopadzie 2008 ostatecznie zidentyfikowano szczątki na podstawie zbieżności DNA z DNA siostry Ludmiły. Czesław Oberdak został pochowany 10 grudnia 2008 z honorami wojskowymi w obecności jego 92-letniej siostry na cmentarzu Rakowickim w Krakowie. We wrześniu 2009 został odznaczony pośmiertnie Krzyżem Komandorskim Orderu Odrodzenia Polski.
Dziennikarz Richard Schuurman został odznaczony w roku 2012 przez ambasadora Rzeczypospolitej Polskiej w Królestwie Holandii Janusza Stańczyka Krzyżem Kawalerskim Orderu Zasługi Rzeczypospolitej Polskiej.

## Literatura
- Olgierd Cumft, Hubert Kazimierz Kujawa: Księga lotników polskich poległych, zmarłych i zaginionych 1939-1946 : Wydawnictwo Ministerstwa Obrony Narodowej, 1989 : ISBN 83-11-07329-5
- Niebieska eskadra
- 306 Dywizjon myśliwski „Toruński”
- Richard Schuurman: Spoor naar Woeste Hoeve. De zoektocht naar de geëxecuteerde piloot Czesław Oberdak. Verloren, Hilversum 2012, ISBN 978-90-8704-250-9